# Padilla (Bolivia)
Padilla è un comune (municipio in spagnolo) della Bolivia nella provincia di Tomina (dipartimento di Chuquisaca) con 10.162 abitanti (dato 2012)

## Cantoni
Il comune è formato dall'unico cantone omonimo suddiviso in 60 subcantoni.